# クレージーの奥さ〜ん!
『クレージーの奥さ〜ん!』（クレージーのおくさーん）は、1973年10月1日から1976年3月31日までフジテレビ系列局で放送された共同テレビ制作のミニバラエティ番組である。ハナ肇とクレージーキャッツの冠番組。西友の一社提供。放送時間は毎週月曜 - 金曜 15時55分 - 16時00分 (JST) 。

## 概要
『おとなの漫画』『待ッテマシタ!→クレージーの待ッテマシタ!』の流れを組む社会風刺コント番組で、『待ッテマシタ!』が大人向けだったのに対し、当番組は主婦層をターゲットにした。
1976年3月の放送で2年半の幕を降ろし、これでクレージーキャッツの全てのレギュラー番組が無くなった（正月特番『新春かくし芸大会』を除く）。以後クレージーは完全に個別活動となり、メンバー出演は特番のみとなる。また、『おとなの漫画』以来約17年（2か月のブランク有り）続いた社会風刺コント番組は、この番組の最終回をもって事実上終了した。

## 出演者
- ハナ肇とクレージーキャッツ
  - ハナ肇
  - 植木等
  - 谷啓
  - 犬塚弘
  - 桜井センリ
  - 安田伸

## 放送局
- フジテレビ
- 北海道文化放送
- 仙台放送
- 富山テレビ
- 石川テレビ
- 福井テレビ
- テレビ静岡
- 東海テレビ
- 関西テレビ
- 山陰中央テレビ
- テレビ岡山
- 広島テレビ→テレビ新広島
- テレビ愛媛
- 高知放送
- テレビ西日本
- サガテレビ
- テレビ熊本
- テレビ大分
- テレビ宮崎
- 鹿児島テレビ
- 沖縄テレビ

ほか

## オープニング
- 上段に「クレージーの」、中段に黒猫のイラストが描かれたパネル（形状は『クイズグランプリ』と同じ）、下段に「提供 西友」で構成されたタイトルボードが映され、クレージー全員の「クレージーの」の声の直後、桜井の「奥さ〜ん!」の声と同時に中段の黒猫パネルが下がり、「奥さ〜ん!」のタイトルが出た。
- 黒猫のイラストは、時期によって様々なバージョンがある。